# 诀女星
诀女星（181 Eucharis）是第181顆被人類發現的小行星，位于火星和木星之間的小行星帶。
該小行星以《特勒馬科斯紀》中的寧芙尤卡莉絲命名。
| 前一小行星： 小行星180 | 小行星列表 | 後一小行星： 小行星182 |